# Claude Tresmontant
Claude Tresmontant est un philosophe français, helléniste et hébraïsant, né le 5 août 1925 à Paris et mort le 16 avril 1997 à Suresnes.
Claude Tresmontant enseigna pendant de nombreuses années la philosophie médiévale et la philosophie des sciences à la Sorbonne. Il fut correspondant de l'Académie des sciences morales et politiques ; il obtint le prix Maximilien-Kolbe en 1973, et le grand prix de l’Académie des sciences morales et politiques pour l'ensemble de son œuvre en 1987.

## Scolarité
Il fut élève de l'École Freinet à Vence entre 1935 et 1939, et garda toute sa vie un lien avec Célestin Freinet et son épouse Élise.
Bérengère Gaullier, organisatrice en 2017 d'un colloque sur Claude Tresmontant, indique que, « né dans une famille athée, il a trouvé par hasard un exemplaire de l’évangile chrétien, vers l’âge de 17 ans, ce qui l’a passionné. Approfondissant sa quête, il est devenu chrétien, d’abord protestant avant de se tourner vers le catholicisme. Il a étudié la philosophie, appris le grec, le latin et l’hébreu, et s’est intéressé aux sciences, notamment aux sciences de l’univers, et à la métaphysique. »
. En 2025 est paru aux éditions ARCADES AMBO Claude Tresmontant, un ouvrier dans la vigne, d'Emmanuel Tresmontant, dans lequel ce dernier apporte un grand nombre de nouveaux éléments biographiques, et relate à la fois ses conversations avec son père et les points saillants de la pensée de ce dernier.

## Travaux
Ses travaux portent sur la philosophie des sciences et sur l'histoire de la pensée chrétienne depuis ses origines hébraïques. Tresmontant défend l'idée d'une philosophie et d'une métaphysique chrétiennes. Pour lui, la pensée hébraïque, dont le christianisme a hérité, constitue, à côté de la pensée de l'Inde, de la Chine et de la Grèce, un « phylum » à part entière, possédant ses propres catégories, sa vision du temps, sa morale, son anthropologie, sa métaphysique, etc.
Il pense également que les données de la connaissance scientifique actuelle, notamment en cosmologie et en biologie, conduisent à affirmer l'existence de Dieu. La question de l'existence de Dieu ne relèverait donc pas, contrairement à ce qu'affirme la philosophie moderne depuis au moins Kant, de la seule croyance mais de la raison. La foi ne serait donc pas un saut dans l'absurde, mais tout au contraire un assentiment de l'intelligence, comme l'affirment la majorité des croyants. Il convient de remarquer que, si sa démarche s'appuie sur des inférences que l'on retrouve dans la théorie de l'Intelligent Design, il intervient uniquement sur le terrain de la métaphysique et non celui du savoir scientifique.
Selon lui, l'histoire de la philosophie présente deux conceptions de l'activité de l'intelligence, de la raison : la première méthode, qui pourrait être qualifiée de littéraire, consiste à poser un principe métaphysique a priori dont seraient déduites une épistémologie, une cosmologie et donc une philosophie pratique. La seconde méthode, philosophique, principalement inaugurée par Aristote et dans une certaine mesure avant lui par Socrate, se fonde au contraire sur la réalité objective déduite de l'expérience pour en tirer des enseignements métaphysiques respectueux des trois ordres de réalité (la matière physique, la vie, la conscience). Pour Claude Tresmontant, seule la seconde méthode est rationnelle, donc philosophique.
Il a également repris dans Le Christ hébreu la thèse selon laquelle « l'enseignement du rabbi (Ieshoua) aurait été donné en dialecte araméen et en hébreu et que cet enseignement aurait été écrit pour partie de son vivant ou peu après sa mort. Ce n'est que plus tard que cet enseignement aurait été traduit dans le grec populaire de l'époque ».  En préface de cette édition, il note : « La théologie est une science [qui] a besoin de temps en temps, tout comme les autres sciences, de faire sa toilette, de se rafraîchir les idées, de revoir son vocabulaire et de repenser ses notions fondamentales. ». Cette traduction aurait été faite suivant les mêmes méthodes et en utilisant le même lexique que la Septante. Il réalise et fait publier par O.E.I.L. les traductions commentées des Évangiles de Jean (1984), Matthieu (1986), Luc (1987) et Marc (1988) et de l'Apocalypse (1984) en identifiant au préalable l'hébreu sous-jacent dans les originaux grecs, puis en traduisant directement à partir de l'hébreu en français (l'abbé Jean Carmignac développe une thèse similaire, sans trancher entre l'hébreu et l'araméen pour la langue de rédaction originale, et publie lui aussi en 1984 chez le même éditeur). L'Apocalypse, selon lui, aurait été écrite entre 52 et 54 et préfigurerait la destruction de Jérusalem par les armées de Titus en 70 et la venue de la Jérusalem céleste, et non la fin du monde ou de l'univers. Il considère comme probable l'unicité du rédacteur des Évangiles attribués à Jean et à Marc et de l'Apocalypse.
L'œuvre de Claude Tresmontant est reconnue par les universitaires ; il obtient en 1962 le grand prix catholique de littérature pour l'ensemble de son œuvre et en 1987 le grand prix de l'Académie des sciences morales et politiques.
Les œuvres parues au Seuil, qui fut un temps un éditeur catholique indépendant, sont traduites en de nombreuses langues.

## Œuvres
- Essai sur la pensée hébraïque, éd. O.E.I.L., 1953 (réédition 1956).
- Études de métaphysique biblique, éd. O.E.I.L., 1955 (réédition 1998).
- Introduction à la pensée de Teilhard de Chardin, Éditions du Seuil, 1956.
- Saint Paul et le mystère du Christ, Éditions du Seuil, Collections Microcosme « Maîtres spirituels », 1956 (réédition 2006).
- La doctrine morale des prophètes d'Israël, Éditions du Seuil, 1958.
- Essai sur la connaissance de Dieu, Éditions du Cerf, 1959.
- Maurice Blondel. Lucien Laberthonnière. Correspondance philosophique, éd. O.E.I.L., 1961.
- La métaphysique du christianisme et la naissance de la philosophie chrétienne, prix Emmanuel-Mounier, Éditions du Seuil, 1961 (réédition 1968).
- Les idées maîtresses de la métaphysique chrétienne, Éditions du Seuil, 1962.
- Les origines de la philosophie chrétienne, éd. O.E.I.L., 1962.
- Introduction à la métaphysique de Maurice Blondel, Éditions du Seuil, 1963.
- La métaphysique du christianisme et la crise du XIIIe siècle, Éditions du Seuil, 1964.
- Comment se pose aujourd'hui le problème de l'existence de Dieu, Éditions du Seuil, 1966 (réédition 2002).
- Le problème de la Révélation, Éditions du Seuil, 1969.
- L'enseignement de Ieschoua de Nazareth, Éditions du Seuil, 1970 (réédition 1980).
- Sciences de l'univers et problèmes métaphysiques, Éditions du Seuil, 1970.
- Le problème de l'âme, Éditions du Seuil, 1971.
- Les problèmes de l'athéisme, Éditions du Seuil, 1972.
- Introduction à la théologie chrétienne, Éditions du Seuil, 1974.
- La mystique chrétienne et l'avenir de l'homme, Éditions du Seuil, 1977.
- La crise moderniste, Éditions du Seuil, 1979 (réédition 1988).
- Problèmes du christianisme, Éditions du Seuil, 1980.
- Le prophétisme hébreu, éd. O.E.I.L., 1982 (réédition 1997).
- Le Christ hébreu, présentation et imprimatur de Mgr Jean-Charles Thomas, éd. O.E.I.L., 1983 (réédition 1992 et 2015 (DDB)).
- Apocalypse de Jean, éd. O.E.I.L., 1984 (réédition 2005).
- Évangile de Jean, éd. O.E.I.L., 1984.
- L'Histoire de l'Univers et le sens de la Création, éd. O.E.I.L., 1985 (réédition 2006).
- Évangile de Matthieu, éd. O.E.I.L., 1986 (réédition 1996).
- L'opposition métaphysique au monothéisme hébreu : de Spinoza à Heidegger, éd. O.E.I.L., 1986.
- Évangile de Luc, éd. O.E.I.L., 1987.
- Les premiers éléments de la théologie, François-Xavier de Guibert, éd. O.E.I.L., 1987.
- Évangile de Marc, éd. O.E.I.L., 1988.
- Schaoul qui s'appelle aussi Paulus. La théorie de la métamorphose, éd. O.E.I.L., 1988.
- Les métaphysiques principales : essai de typologie, éd. O.E.I.L., 1989.
- Les malentendus principaux de la théologie, éd. O.E.I.L., 1990 (réédition 2007).
- Les Évangiles : Jean, Matthieu, Marc, Luc, éd. O.E.I.L., 1991 (réédition 2007).
- Problèmes de notre temps : chroniques, éd. O.E.I.L, 1991.
- La question du miracle : à propos des Évangiles : analyse philosophique, éd. O.E.I.L., 1992.
- Enquête sur l'Apocalypse : auteur, datation, signification, éd. O.E.I.L., 1994.
- L'activité métaphysique de l'intelligence et la théologie, éd. O.E.I.L., 1996  (ISBN 2-86839-393-4).
- Le Bon et le Mauvais. Christianisme et politique, éd. O.E.I.L., 1996.
- La finalité de la Création, le salut et le risque de perdition, éd. O.E.I.L., 1996.
- Judaïsme et christianisme, éd. O.E.I.L., 1996.
- La pensée de l'Église de Rome. Rome et Constantinople, éd. O.E.I.L., 1996.
- La Prescience de Dieu, la prédestination et la liberté humaine, éd. O.E.I.L., 1996.
- La question de l'immortalité de l'âme, éd. O.E.I.L., 1996.
- La christologie du bienheureux Jean Duns Scot, l'Immaculée Conception et l'avenir de l'Église, Éditions du Seuil, 1997.
- Quel avenir pour le christianisme ? : « Tâches de la pensée chrétienne aujourd'hui » et autres textes sur la problématique générale du christianisme, éd. O.E.I.L., 2001.
- Réalisme intégral : Claude Tresmontant, métaphysicien de la création ; Anthologie de l'œuvre publiée, présentation Paul Mirault, préface Yves Tourenne, éd. François-Xavier de Guibert, 2012.
- Les Évangiles, Jean-Matthieu-Marc-Luc, Ephata (Poche), 2025.